# Saabo

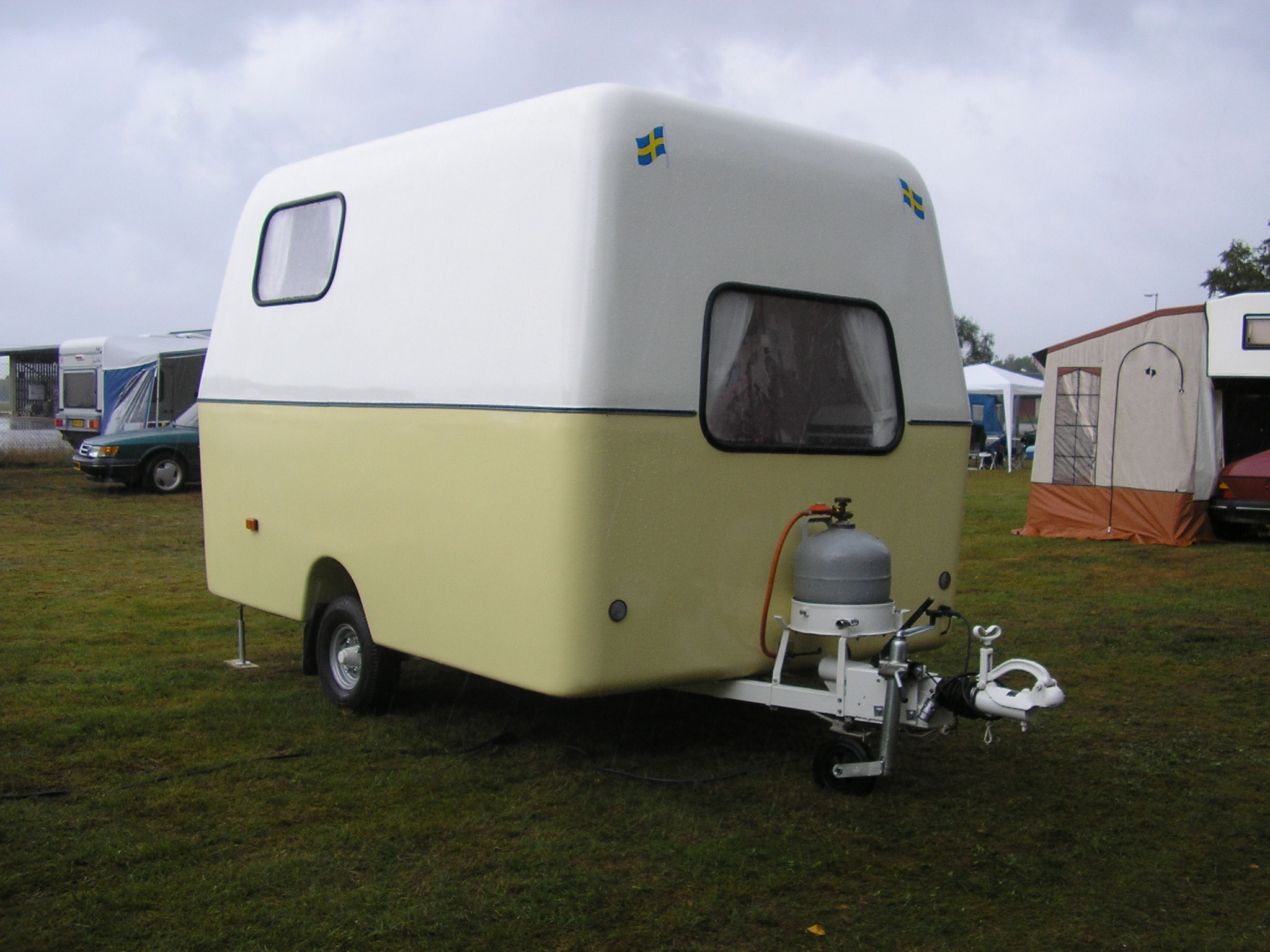
Vy från ena sidan.

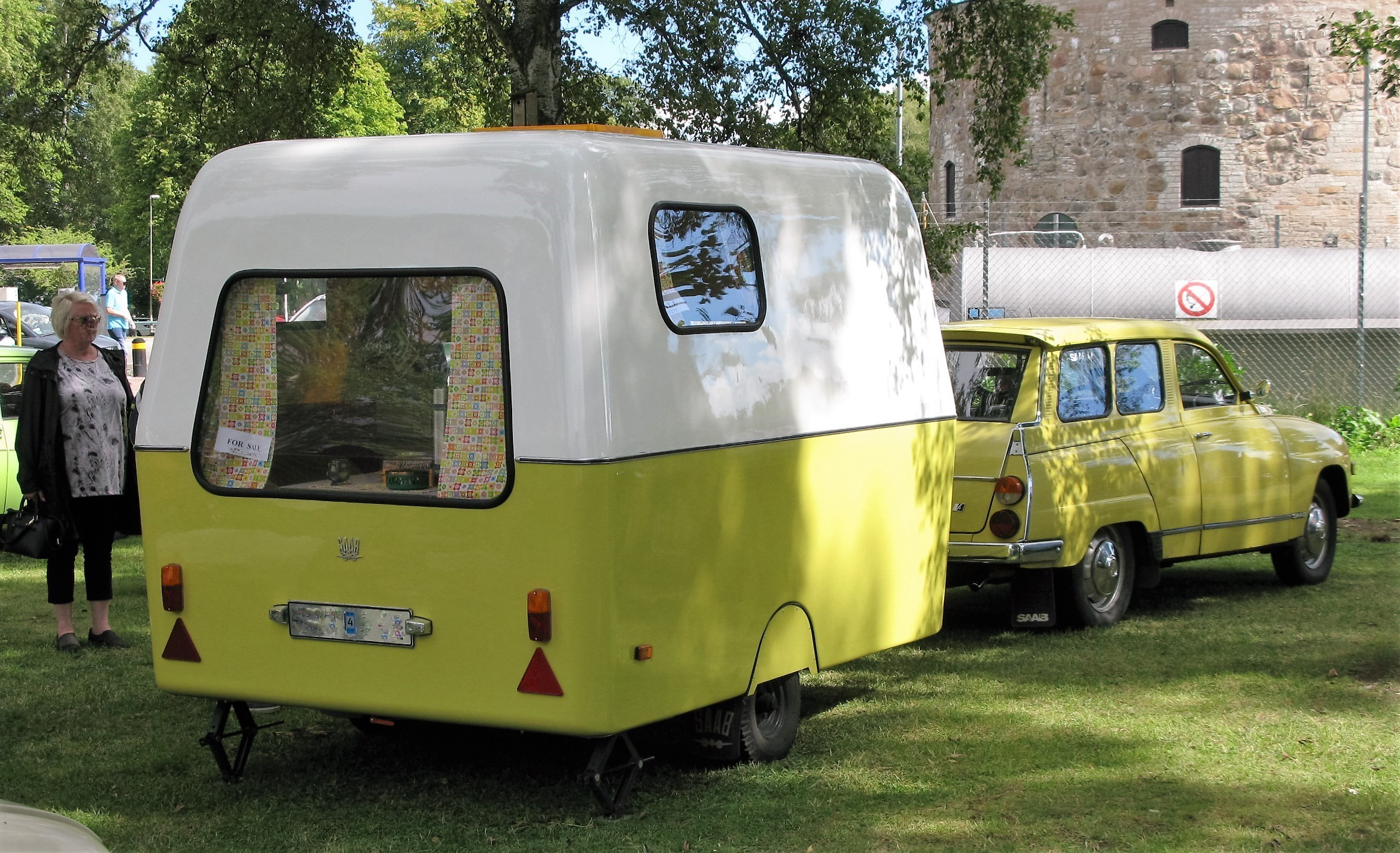
Saabo sedd snett bakifrån driven av en Saab 95. Notera Saab-logotypen på husvagnen.

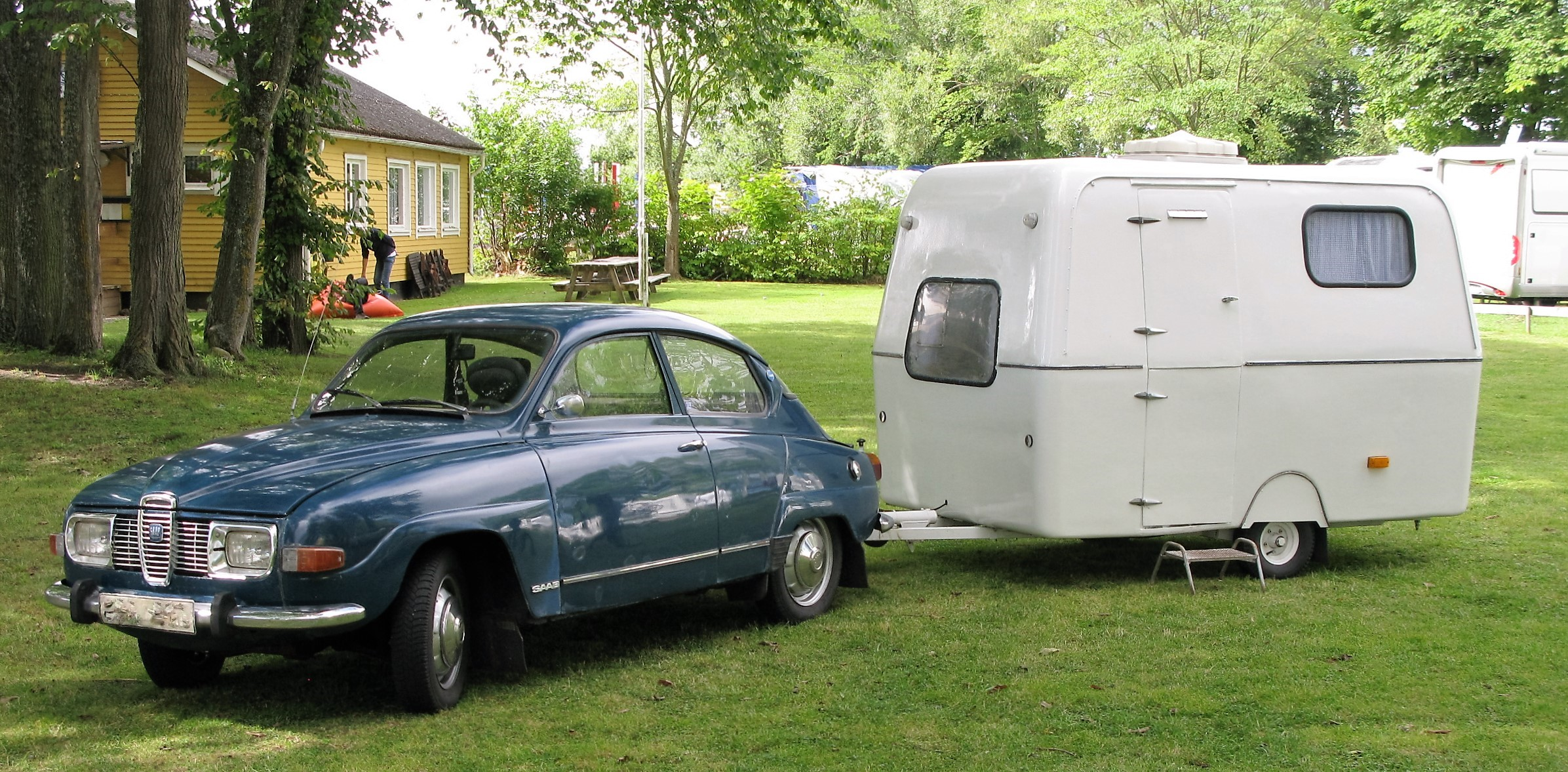
Saab 96 med påkopplad Saabo.

Saabo var en husvagn som producerades av Saab mellan 1964 och 1968. Saabo byggdes i Ljunga, utanför Norrköping. 
Projektet startades av Bo Bjernekull på Ljungafabriken och Birger Lindberg på dåvarande Svenska Aeroplan Aktiebolaget (SAAB) i Linköping. Officiellt sysslade man med ett projekt kallat MEFAN som sades utveckla svävare till militären. Efter ha gjort en modell i 1:10-skala fick man klartecken för produktion. De första prototyperna tillverkades utan bromsar, men sådana lades snabbt till. Det var viktigt att hålla vikten nere eftersom husvagnen måste kunna dras av bilar med så lite som 25 hästkrafter (19 kW), som till exempel de 38 hkr (28 kW) hos en tvåtakts Saab 96. Trots den ringa storleken designades Saabon för att rymma en familj på fyra personer. Konstruktionen var två halvskal i glasfiber med en isolering i veckad papp mellan lagren. Saabon hade stora, låga fönster fram och bak så föraren i dragbilen kunde använda den vanliga mittbackspegeln för att se bakåt. 390 exemplar av Saabo tillverkades.
Efter att tillverkningen av SAABO lades ner såldes formarna för tillverkningen till ett företag i Borlänge som fortsatte produktionen under namnet CABO, efter företagets namn Caravan i Borlänge AB.
Den nya produkten, som endast levererades i färgen orange, inreddes som arbetsbodar och såldes framför allt till Televerket och SJ, Statens Järnvägar. Antalet levererade enheter är okänt.

## Tekniska data
- Total längd: 3,60 m
- Bredd: 1,84 m
- Utvändig höjd: 2,10 m
- Invändig höjd: 1,80 m
- Vikt: 230 kg